# To Rome with Love (serie televisiva)
To Rome with Love  è una serie televisiva statunitense in 48 episodi trasmessi per la prima volta nel corso di 2 stagioni dal 1969 al 1971. È una sitcom familiare ambientata a Roma.

## Trama
Un professore di college vedovo da poco, Michael Endicott, decide di lasciare il natio Iowa dopo la morte della moglie e di accettare un nuovo incarico come insegnante presso una scuola americana a Roma. Lo shock dei suoi figli nel reagire al nuovo ambiente e, in una certa misura, il suo, rappresentano l'umorismo principale della serie. All'inizio, la sorella della moglie, Harriet, li segue a Roma, apparentemente con il solo scopo di dissuaderli a vivere lì e di convincerli a tornare nell'Iowa. Harriet poi parte, ma il suo posto viene preso poco dopo da Andy Pruitt, suocero di Michael e nonno dei bambini. Egli viene a Roma per una breve visita  ma poi rimane a tempo indeterminato.

## Personaggi
- Michael Endicott (48 episodi, 1969-1971), interpretato da John Forsythe.
- Pokey (48 episodi, 1969-1971), interpretato da	Melanie Fullerton.
- Alison (48 episodi, 1969-1971), interpretato da Joyce Menges.
- Penny (48 episodi, 1969-1971), interpretato da	Susan Neher.
- Andy Pruitt (17 episodi, 1970-1971), interpretato da Walter Brennan.
- zia Harriet (13 episodi, 1969-1970), interpretata da Kay Medford.
- Mama Vitale (12 episodi, 1969-1970), interpretata da Peggy Mondo.
- Gino (6 episodi, 1969-1970), interpretato da Vito Scotti.
- Bibo (4 episodi, 1970-1971), interpretato da Frank Puglia.
- Monk Santini (4 episodi, 1970), interpretato da Ugo Bianchi.
- Nico (3 episodi, 1970), interpretato da Jean-Michel Michenaud.
- Headmaster (2 episodi, 1969-1971), interpretato da John Howard.
- Giotto (2 episodi, 1969-1971), interpretato da	Ralph Manza.
- Alfredo (2 episodi, 1970-1971), interpretato da Robert Deman.
- professor Venturi (2 episodi, 1970), interpretato da Vitina Marcus.

## Produzione
La serie fu prodotta da Don Fedderson Productions e girata negli studios della CBS a Los Angeles in California. Tra i registi della serie è accreditato Charles Barton.
Nel gennaio del 1971, nel tentativo di salvare la serie, la CBS la spostò di mercoledì per far spazio a una nuova sitcom: Arcibaldo. La mossa fu inutile e la serie fu cancellata nella primavera del 1971.

## Distribuzione
La serie fu trasmessa negli Stati Uniti dal 1969 al 1971 sulla rete televisiva CBS.

## Episodi
| Stagione         | Episodi | Prima TV USA | Prima TV Italia |
| ---------------- | ------- | ------------ | --------------- |
| Prima stagione   | 26      | 1969-1970    |                 |
| Seconda stagione | 22      | 1970-1971    |                 |